# Canonge
|  | Aquest article tracta sobre els canonges eclesiàstics. Si cerqueu la Valerianella locusta, vegeu «Herba dels canonges». |

Un canonge és un dignitari dins l'església catòlica, membre d'un capítol d'una catedral o d'una col·legiata. Cal diferenciar entre els canonges seculars i els canonges regulars, com ara els canonges agustinians, els premonstratencs o els del Sant Sepulcre. La funció dels canonges d'un capítol està regulada pels cànons 503 a 510 del codex del dret canònic. Les antigues dignitats que corresponien als canonges catalans ja al segle x eren l'ardiaca, l'arxiprest, el sagristà i el cabiscol. Amb el càrrec concorrien sovint beneficis eclesiàstics com la prebenda.
La contínua evolució d'aquesta institució ha anat creant noves canongies fins al punt que, segons el concordat de l'any 1851, el nombre de canonges de les seus metropolitanes era de 24 i el de les sufragànies, de 16.